# Jackson Hurst
Jackson Hurst (Houston, 17 febbraio 1979) è un attore statunitense.
È conosciuto principalmente per aver interpretato Grayson Kent nella serie televisiva Drop Dead Diva. 

## Biografia e carriera
Hurst è nato e cresciuto nella zona di Houston in Texas con i suoi fratelli Colin e Michael. Ha frequentato la St. Pius X High School e la Baylor University, dove si è laureato in economia internazionale e sistemi informativi gestionali. Dopo il college, Hurst ha trascorso un anno a Città del Messico lavorando per una società di trasporti prima di iniziare una carriera finanziaria a Houston.
Hurst ha mantenuto il suo lavoro quotidiano nel settore finanziario, destreggiandosi con concerti di recitazione, fino a quando non gli è stato offerto un ruolo in The Mist nel 2007. È apparso in episodi della serie televisiva Inspector Mom nel 2006, The Closer nel 2009 e NCIS nel 2010. Dal 2009, Hurst ha interpretato Grayson Kent nella commedia originale Lifetime Drop Dead Diva. È anche apparso nei film Have Dreams, Will Travel (2007), The Mist (2007) e Shorts (2009). Nel 2011, Hurst ha recitato nel suo primo ruolo da protagonista nel film A Bird of the Air. 
Hurst si è fidanzato con l'attrice Stacy Stas nell'ottobre 2013. Il 7 giugno 2014 si sono sposati a San Juan Capistrano, in California. Hanno due figli: Ryder Jackson Hurst nato il 25 luglio 2015 e Hunter Eli Hurst, nato il 7 febbraio 2018.

## Filmografia

### Cinema
- Soul's Midnight, regia di Harry Basil (2006)
- Striking Range, regia di Daniel Millican (2006)
- Have Dreams, Will Travel, regia di Brad Isaacs (2007)
- Cleaner, regia di Renny Harlin (2007)
- The Mist, regia di Frank Darabont (2007)
- Il mistero della pietra magica (Shorts), regia di Robert Rodriguez (2009)
- The Tree of Life, regia di Terrence Malick (2011)
- A Bird of the Air, regia di Margaret Whitton (2011)
- Luna nascosta (Hidden Moon), regia di José Pepe Bojórquez (2012)
- Vanished, regia di Larry A. McLean (2016)
- Hot Air, regia di Derek Sieg (2016)
- Wraith, regia di Michael O. Sajbel (2017)
- Vampire Dad, regia di Frankie Ingrassia (2020)

### Televisione
- Perfect Disaster – serie TV, episodio 1x01 (2006)
- Mamma detective (Inspector Mom) – serie TV, episodio 1x03 (2006)
- Living Proof - La ricerca di una vita (Living Proof), regia di Dan Ireland – film TV (2008)
- The Closer – serie TV, episodio 5x15 (2009)
- Drop Dead Diva – serie TV, 77 episodi (2009-2014)
- NCIS - Unità anticrimine (NCIS) – serie TV, episodio 8x05 (2010)
- Prime Suspect – serie TV, episodio 1x03 (2011)
- Unforgettable – serie TV, 3 episodi (2012)
- Scandal – serie TV, episodio 2x01 (2012)
- Castle – serie TV, episodio 7x12 (2015)
- Grey's Anatomy – serie TV, episodio 11x19 (2015)
- The Catch – serie TV, episodio 1x01 (2016)
- Day of Reckoning - film TV, regia di Joel Novoa (2016)
- NCIS: Los Angeles – serie TV, 4 episodi (2016-2017)
- 9-1-1 – serie TV, episodio 1x08 (2018)
- Sharp Objects – miniserie TV, 5 episodi (2018)
- S.W.A.T. – serie TV, episodio 3x09 (2019)
- Truth Be Told – serie TV, 2 episodi (2019)
- Messiah – serie TV, 3 episodi (2020)
- True Lies – serie TV, episodio 1x02 (2023)

## Doppiatori italiani
Nelle versioni in italiano delle opere in cui ha recitato, Jackson Hurst è stato doppiato da:
- Francesco Bulckaen in Castle, The Catch
- Giuliano Bonetto in The Mist
- Riccardo Rossi in Drop Dead Diva
- David Chevalier in The Closer
- Fabio Boccanera in NCIS - Unità anticrimine
- Dario Oppido in Scandal
- Giorgio Borghetti in Grey's Anatomy
- Francesco De Francesco in NCIS: Los Angeles
- Massimo Triggiani in Sharp Objects
- Raffaele Carpentieri in 9-1-1
- Francesco Pezzulli in S.W.A.T
- Alberto Bognanni in Messiah
- Giuseppe Russo in True Lies